# Boyan Slat
Boyan Slat (ur. 27 lipca 1994 w Delfcie) – holenderski wynalazca, przedsiębiorca, założyciel i dyrektor generalny fundacji The Ocean Cleanup pochodzenia chorwackiego. W latach 2012–2013 studiował inżynierię kosmiczną na Uniwersytecie Technologicznym w Delfcie.

## Fundacja The Ocean Cleanup
W 2011 roku szesnastoletni Boyan Slat przebywając na wakacjach w Grecji zainteresował się problemem zanieczyszczenia wód morskich śmieciami i trudnościami związanymi z wydobyciem ich z mórz i oceanów, co następnie badał wraz z przyjacielem w ramach projektu szkolnego. Zafascynowany tym tematem Slat opracowywał pasywną metodę zbierania śmieci morskich podczas pierwszego roku studiów na Uniwersytecie Technicznym w Delfcie.
W 2013 roku, w wieku 18 lat, Slat założył w Delfcie fundację The Ocean Cleanup mającą na celu usunięcie 90% śmieci plastikowych z oceanów oraz zatrzymanie ich napływu z rzek do oceanów do 2040 roku. Władze fundacji szacują, że dzięki opracowanemu systemowi pływającemu są w stanie usunąć 50% śmieci w obszarze Wielkiej Pacyficznej Plamy Śmieci.

## Technologia

System pływający widziany z boku A – wiatr
B – fale
C – prądy morskie
D- przekrój instalacji widzianej z boku

Dryfujące systemy pływające w kształcie liter U lub V o długości 600 metrów poruszają się pod wpływem wiatru, fal i prądów morskich szybciej niż plastikowe śmieci. Znajdujący się pod pływającą rurą trzymetrowy ekran wychwytuje i gromadzi zanieczyszczenia, a cała konstrukcja nie wymaga zewnętrznego zasilania, ponieważ wykorzystuje prądy przemieszczające ją w kierunku największych obszarów zanieczyszczeń. Do budowy rury wykorzystano polietylen o dużej gęstości (HDPE), natomiast ekrany wychwytujące zrobione są z żywicy poliestrowej. Zgromadzone w ekranach wychwytujących odpady są następnie transportowane przez statki pomocnicze na brzeg. System jest wyposażony w urządzenia informujące statki o ich obecności, dzięki czemu ryzyko kolizji jest zmniejszone.

## Wyróżnienia
- 2014: nagroda Champions of the Earth(inne języki)[6]
- 2015: nagroda Young Entrepreneur Award przyznana przez króla Norwegii[4]
- 2016: umieszczenie na liście Forbes „30 Under 30"[4]
- 2016: nagroda Thiel Fellowship[1][9]
- 2017: określenie mianem Europejczyka Roku 2017 przez magazyn Reader’s Digest[4]
- 2017: określenie mianem Holendra roku 2017 przez wydawnictwo naukowe Elsevier[10]
- 2017: Thor Heyerdahl Award[1]
- 2018: nagroda European Entrepreneur of the Year przyznana przez Euronews[11]